# 博里耶斯峰
69°38′S 68°20′W / 69.633°S 68.333°W
博里耶斯峰（Boreas Peak），是南極洲的山峰，位於帕爾默地的賴米爾海岸，處於尤里克冰川終點北岸，海拔高度670米，海拔高度670米，現時由南極條約體系管理。